# 수책류포석
수책류포석은 일정한 방향의 소목을 '순환'하는 형식으로 연이어 세 개 배치하는 포석이다. 참고로, 수책류는 기성 오청원이 젊은 시절 일본으로 건너갔을 때 주로 애용한 수법이며, 수책류 또는 슈사쿠류라는 명칭은 일본 에도 시대의 바둑 기사 혼인보 슈사쿠에서 유래했다.